# Siegfried Seibt
Siegfried Seibt (* 19. August 1920 in Görlitz; † 6. Januar 1982 in Berlin-Pankow) war ein deutscher Schauspieler und Synchronsprecher.

## Leben
Seibt besuchte die Schauspielschule in Breslau (1937–1939). Vor dem Zweiten Weltkrieg arbeitete er als Bühnenbildner und Dekorationsmaler in Bautzen und Reichenberg. Ab 1946 hatte er ein Engagement beim Westfälischen Landestheater in Castrop-Rauxel, mit Gastspielen in  Recklinghausen, Bottrop, Gelsenkirchen und Dortmund. 1956 folgte ein Engagement an das Gerhart-Hauptmann-Theater in Görlitz, 1959 an das Hans-Otto-Theater in Potsdam und 1961 an die Volksbühne Berlin, deren Mitglied er bis 1965 war. Nach kurzzeitigem Engagement am Berliner Ensemble (bis 1969) war er bis zu seinem Tod freiberuflich bei Fernsehen, Film und Synchron tätig.
Im Film wurde Seibt bei der DEFA als Charakterdarsteller häufig in „skurrilen Nebenrollen“ eingesetzt, so 1981 als Sheriff in der Western-Komödie Sing, Cowboy, sing mit Dean Reed. In Kinderfilmen und Familienfilmen übernahm er hingegen häufig Hauptrollen. 1959 wurde er von der DEFA für den Märchenfilm Das Zaubermännchen entdeckt. Eine herausragende schauspielerische Leistung zeigte er erneut mit dem Part des Rumpelstilzchens in der Kinderserie Spuk unterm Riesenrad. Seine Rolle als Maxe Baumanns schrulliger Gartennachbar Ewald Mildenbauer in der ersten Folge der beliebten Silvesterschwänke des DDR-Fernsehens wurde in späteren Folgen nicht mehr fortgeschrieben.
Neben seiner Synchronarbeit bei der DEFA, wo er unter anderem Charles Hawtrey seine Stimme lieh, war er ab 1974 auch als Gastdozent an der Hochschule für Schauspielkunst „Ernst Busch“ Berlin (HFS) tätig.
Seibt war verheiratet und hatte zwei Töchter. Seine Enkeltochter Johanna Falckner ist ebenfalls Schauspielerin. Er starb 1982 infolge eines kurzen Krebsleidens.

## Filmografie (Auswahl)
- 1957: Gejagt bis zum Morgen
- 1960: Das Zaubermännchen
- 1962: Blaulicht: Das Gitter (Fernsehreihe)
- 1965: Die Abenteuer des Werner Holt
- 1966: Der Staatsanwalt hat das Wort: Am Mozartplatz (Fernsehreihe)
- 1968: Der Streit um den Sergeanten Grischa
- 1972: Polizeiruf 110: Das Haus an der Bahn (Fernsehreihe)
- 1972: Polizeiruf 110: Blutgruppe AB
- 1972: Polizeiruf 110: Ein bißchen Alibi
- 1973: Polizeiruf 110: Siegquote 180
- 1973: Polizeiruf 110: Gesichter im Zwielicht
- 1974: Visa für Ocantros
- 1975: Der Staatsanwalt hat das Wort
- 1976: Maxe Baumann: Ferien ohne Ende (Fernsehfilm)
- 1976: Unterwegs nach Atlantis
- 1977: Abschied vom Frieden
- 1977: Tod und Auferstehung des Wilhelm Hausmann
- 1978: Der Meisterdieb
- 1978: Polizeiruf 110: Holzwege
- 1979: Spuk unterm Riesenrad
- 1979: Polizeiruf 110: Am Abgrund
- 1979: Das unsichtbare Visier (Fernsehserie, Folge Insel des Todes II)
- 1980: Solo für Martina (Fernsehfilm)
- 1980: Der Keiler von Keilsberg
- 1980: Unser Mann ist König (Fernsehserie)
- 1981: Sing, Cowboy, sing
- 1981: Jockei Monika (Fernsehserie)
- 1982: Rächer, Retter und Rapiere (siebenteilige Fernsehserie der DDR)
- 1982: Spuk im Hochhaus (Fernsehserie)
- 1982: Das Fahrrad

## Hörspiele
- 1961: Klaas Smelik: Der Untergang der Eppie Reina (Sekretär) – Regie: Edgar Kaufmann (Hörspiel – Rundfunk der DDR)
- 1962: Anton Tschechow: Perpetuum Mobile (Diener) – Regie: Beter Brang (Hörspiel – Rundfunk der DDR)
- 1963: Joachim Goll: Eine kleine Hausmusik – Regie: Hans Knötzsch (Hörspiel – Rundfunk der DDR)
- 1973: Georges Courteline: Der Stammgast (Mapipe) – Regie: Hans Knötzsch (Hörspiel – Rundfunk der DDR)
- 1973: Hans Siebe: In Sachen Rogge (Heinze) – Regie: Fritz-Ernst Fechner (Hörspielreihe: Tatbestand Nr. 2 – Rundfunk der DDR)
- 1974: Rolf Gumlich: Krach in Dagenow (Padelmann) – Regie: Werner Grunow (Hörspiel – Rundfunk der DDR)
- 1974: Augusto Boal: Torquemada – Regie: Peter Groeger (Hörspiel – Rundfunk der DDR)
- 1975: Branko Hribar: Bum! Bum! Peng! Und aus! (Wolf) – Regie: Peter Groeger (Kinderhörspiel – Rundfunk der DDR)
- 1976: Heinrich von Kleist: Michael Kohlhaas (Schreiber) – Regie: Hans-Dieter Meves (Hörspiel – Rundfunk der DDR)
- 1976: Rudolf Bartsch: Der geschenkte Mörder (Angler) – Regie: Fritz-Ernst Fechner (Kriminalhörspiel (Teil 1) – Rundfunk der DDR)
- 1976: Lia Pirskawetz: Das Haus am Park – Regie: Barbara Plensat (Hörspiel – Rundfunk der DDR)
- 1981: Peter Brasch: Der Wolf und Rotkäppchen in der Stadt (Fundbürobeamter) – Regie: Joachim Siebenschuh (Kinderhörspiel – Litera)